# Dżej Dżej (film)
Dżej Dżej – polska komedia z 2014 roku w reżyserii i według scenariusza Macieja Pisarka.

## Obsada
- Borys Szyc − jako Jerzy Jurecki
- Justyna Sieniawska − jako Carmen
- Jan Wieczorkowski
- Paweł Burczyk
- Justyna Wasilewska
- Krzysztof Pluskota
- Bartłomiej Firlet − jako Myszka
- Mateusz Młodzianowski
- Dominik Nowak
- Matylda Podfilipska
- Tomasz Mycan
- Paweł Tchórzelski
- Ewa Gołębiowska-Makomaska
- Waldemar Obłoza − dyrektor więzienia
- Jan Janga-Tomaszewski
- Krzysztof Unrug
- Sebastian Stankiewicz
- Idzi Żabojad (pseud.)
- Alex Kłoś
- Barbara Kałużna

i inni.

## Produkcja
Zdjęcia kręcono w Toruniu i Bydgoszczy.